# Pere Ubu
Pour les articles homonymes, voir Père Ubu et Ubu (homonymie).
Pere Ubu est un groupe d'art rock avant-gardiste américain, originaire de Cleveland dans l'Ohio. 
Formé en 1975 et toujours en activité, il est considéré comme une figure majeure du courant post-punk. Certains musiciens sont restés de longues périodes dans le groupe mais son seul membre permanent est le chanteur David Thomas. Le groupe est nommé d'après Père Ubu, personnage clef de l'univers littéraire de l'écrivain français Alfred Jarry,.
Bien que Pere Ubu n'ait jamais connu une grande popularité ou le succès commercial, il conquiert une base d'amateurs fidèles et exerce une haute influence sur plusieurs générations de musiciens avant-gardistes et est régulièrement acclamé par la critique musicale. Parmi les superlatifs qui sont utilisés pour qualifier le groupe : « le seul groupe de rock 'n' roll expressionniste », ou encore « Pere Ubu sera considéré comme le plus important des groupes américains des quinze dernières années. Ou bien ils seront entièrement oubliés. »
Pour définir sa musique, Pere Ubu a forgé le terme d'« Avant Garage », qui reflète un intérêt aussi bien pour l'avant-garde expérimentale que pour le caractère brut et bluesy du garage rock. Thomas déclare qu'il s'agissait en réalité davantage d'une blague inventée pour avoir quelque chose à répondre aux journalistes qui voulaient leur coller une étiquette.

## Biographie

### Formation et débuts

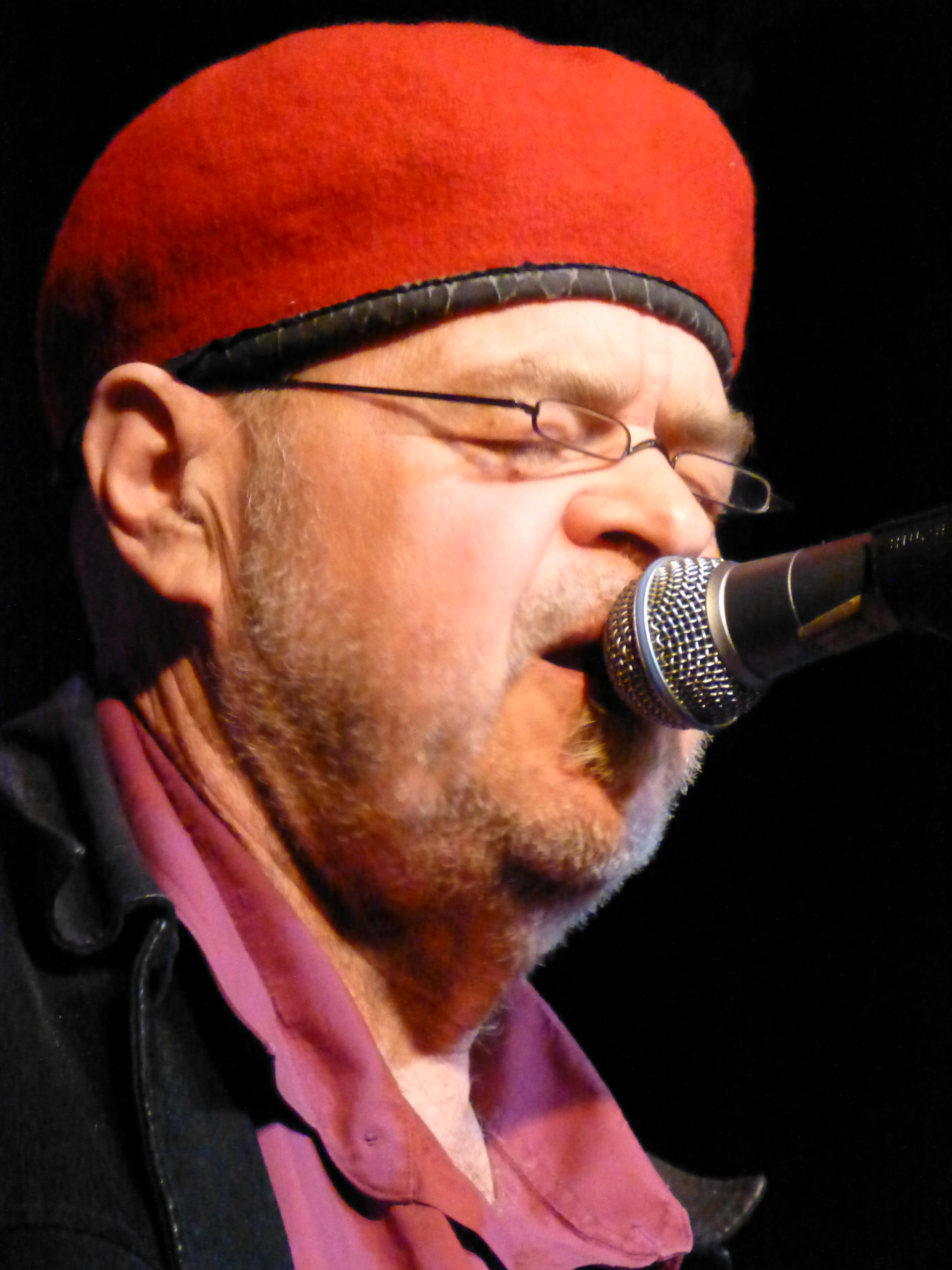
David Thomas en concert avec Pere Ubu en 2013.

Pere Ubu est formé en 1975 à Cleveland, dans l'Ohio, aux États-Unis, sur les cendres de Rocket from the Tombs, le précédent groupe de David Thomas (chant) et de Peter Laughner (guitare), tous deux critiques musicaux. Tim Wright, l'ingénieur du son de Rocket, apprend et prend la basse. Scott Krauss (batterie), Allen Ravenstine (synthétiseur) et Tom Herman (guitare) complètent la formation. La méthode Pere Ubu est rapidement mise au point : ne jamais faire d'audition, n'attendre personne, ne pas rechercher le succès, choisir la première personne entendue et utiliser la première idée venue.
Le projet Pere Ubu poursuit en fait l'ambition développée par Rocket From The Tombs durant les années 1973-1975 : révolutionner la musique rock. Sur cette période, dans une interview au magazine français Jade, en 1997, David Thomas déclare : « Le fait de vivre de la musique n'était pas ce qui nous préoccupait. Nous étions portés par l'idée que nous avions une mission à accomplir : révolutionner la musique. [...] La littérature était morte, le jazz était mort, la sculpture et la peinture étaient mortes après avoir connu leur apogée. Une nouvelle forme d'art était née, inouïe et profondément expressionniste. Bien que nous ayons confiance en nous, nous étions aussi conscients que personne ne s'en rendrait compte. Nous ne nous faisions aucune illusion dès le début : nous allions changer la face de la musique, mais personne ne le saurait[réf. nécessaire]. »
En septembre 1975, le groupe sort son premier single, 30 Seconds over Tokyo/Heart of Darkness, sur son propre label, Hearthan Records. Avant de réaliser le pressage du disque, leur fournisseur renvoie la bande en indiquant qu'il y a énormément de bruit de fond tout du long. Le groupe doit le convaincre que ce « bruit » est intentionnel. À la fin de l'année, Allen quitte le groupe. Il est remplacé par Dave Taylor qui a la chance de posséder le même rare synthétiseur analogique, un EML. La production de cette machine est vite abandonnée par le constructeur qui a préféré se tourner vers le marché plus lucratif des satellites militaires.
Le second simple du groupe sort en mars. Final Solution/Cloud 149 paraît toujours sur leur label, qui s'appelle désormais Hearpen. Le groupe entre alors dans une période de remaniement. Peter Laughner est en plein processus d'auto-destruction et Tim et David souhaitent qu'il quitte le groupe. Ce qu'il fait en juin. Il meurt en 1977. Allen reprend sa place. À la fin de l'été, le départ de Tim est compensé par l'arrivée de Tony Maimone. Jusqu'à l'été 1977, Pere Ubu joue pratiquement toutes les semaines dans un bar à marins de Cleveland, The Pirate's Cove, partageant la scène avec des groupes locaux ou en tournée. Parution du troisième single Street Waves/My Dark Ages.

### Années 1980
The Art of Walking (1980) fait participer Mayo Thompson de Red Krayola à la guitare. Pour l'album qui suit, Song of the Bailing Man (1982), Krauss west remplacé par Anton Fier. Le groupe se sépare de nouveau peu de temps après ; Krauss et Maimone forment Home and Garden, et Thomas se consacre à une carrière solo.
À la fin des années 1980, l'un des projets en solo de Thomas fera participer la majeure partie des membres de Pere Ubu. Le groupe se reforme en 1987, avec Jim Jones  et Chris Cutler pour la sortie de The Tenement Year (1988), un album plus poussé pop. L'année suivante, Waiting for Mary (extrait de Cloudland) est brièvement diffusé sur MTV. Après la sortie de Cloudland, Ravenstine quitte le groupe (malgré son intervention sur l'album Worlds in Collision) et devient plus tard pilote d'avion. Eric Drew Feldman se joint au groupe le temps de la tournée Cloudland et de l'enregistrement de Worlds in Collision avant de partir et de rejoindre Frank Black.

### Depuis les années 1990

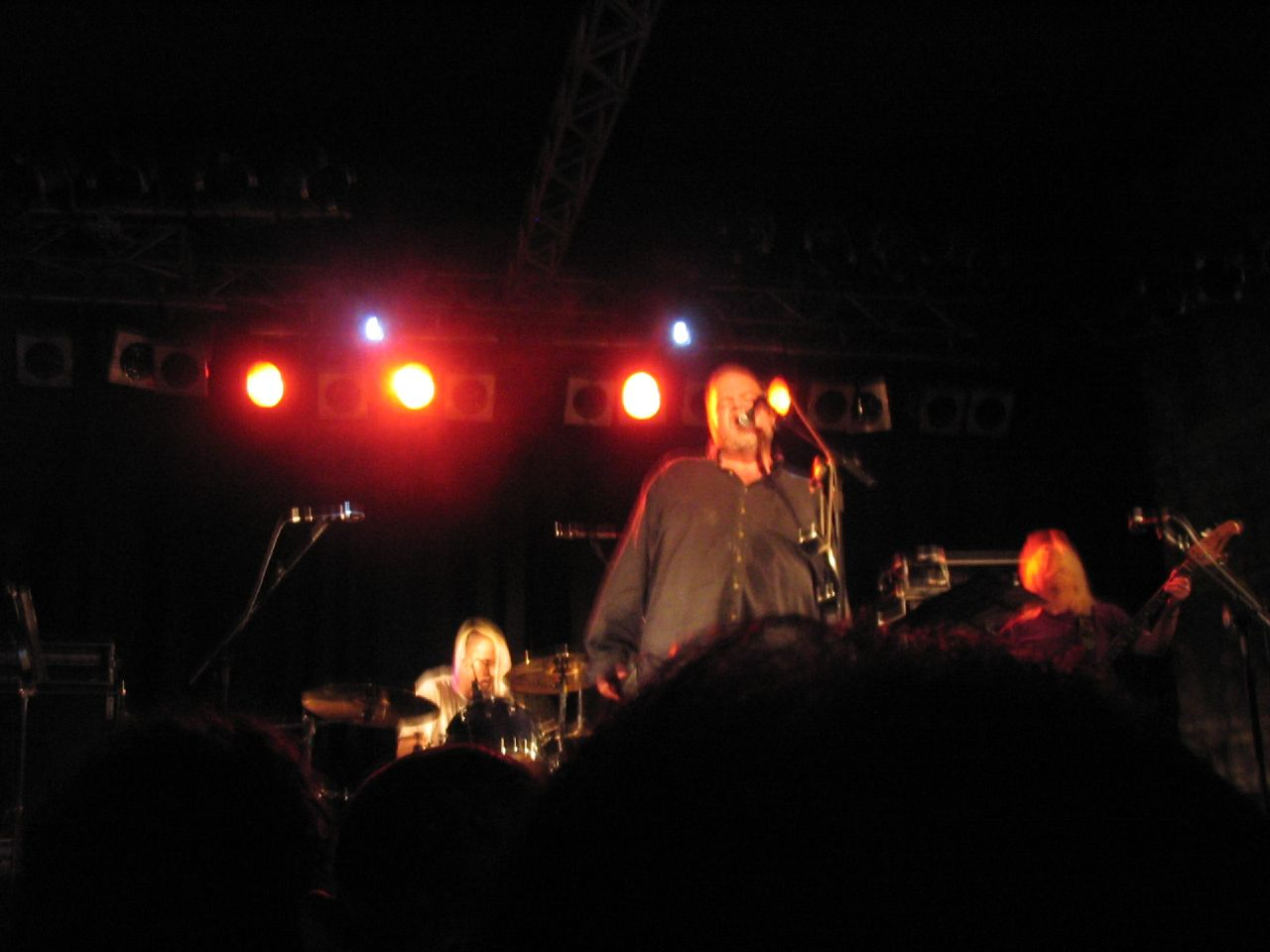
Pere Ubu en concert à Rome en 2007.

L'album Story of My Life est publié en 1993 ; Maimone repart de nouveau pour se joindre à They Might Be Giants, et Michele Temple et Garo Yellin se joignent au groupe pour la tournée Story of My Life et participent à l'album, Ray Gun Suitcase sorti en 1995. Robert Wheeler joue du synthétiseur et du thérémine pour Pere Ubu depuis 1994. Krauss quitte le groupe pendant les sessions de Ray Gun Suitcase. Pour la tournée Ray Gun Suitcase, ils recrutent le guitariste Jim Jones comme membre de tournée (mais aussi pour les sessions d'enregistrement), et le guitariste Tom Herman le remplace pour les tournée.
En plus de la sortie du coffret Datapanik in Year Zero en 1996, Jim Jones se retire à cause de problèmes de santé. Tom Herman revient dans le groupe après vingt ans d'absence pour tourner en 1995, et enregistrer les albums Pennsylvania (1998) et St. Arkansas en 2002. Jim Jones contribue aux morceaux de guitare, et le guitariste Wayne Kramer de MC5 se joint au groupe pour la tournée estivale de 1998.
Herman quitte encore le groupe en 2005, et est remplacé par Keith Moliné du groupe « solo » de David Thomas, Two Pale Boys. La nouvelle formation publie l'album Why I Hate Women, le 19 septembre 2006. Le 18 février 2008, Jim Jones meurt dans sa résidence à Cleveland. Le 24 avril 2008, le festival Ether du South Bank Centre (Londres, Angleterre) anime la première mondiale de Bring Me the Head of Ubu Roi. Cette adaptation de David Thomas de Ubu Roi s'accompagne d'animation des Brothers Quay.
En 2010, Pere Ubu joue une série de concerts théâtraux au Royaume-Uni au Classic Grand de Jamaica Street à Glasgow. En 2017, le groupe publie son nouvel album, 20 Years in a Montana Missile Silo.

## Discographie

### Albums studio
- 1978 : The Modern Dance
- 1978 : Dub Housing
- 1979 : New Picnic Time
- 1980 : The Art of Walking
- 1982 : Song of the Bailing Man
- 1988 : The Tenement Year
- 1989 : Cloudland
- 1991 : Worlds in Collision
- 1993 : Story of My Life
- 1995 : Ray Gun Suitcase
- 1998 : Pennsylvania
- 2002 : St. Arkansas
- 2006 : Why I Hate Women
- 2009 : Long Live Père Ubu!
- 2013 : Lady From Shanghai
- 2014 : Carnival of Souls
- 2017 : 20 Years in a Montana Missile Silo
- 2019 : The Long Goodbye

### Albums live
- 1981 : 390° of Simulated Stereo
- 1989 : One Man Drives While the Other Man Screams
- 1999 : Apocalypse Now
- 2000 : The Shape of Things

### EP
- 1996 : Folly of Youth
- 1996 : B Each B Oys See Dee Plus

### Singles et autres
- 1975 : 30 Seconds Over Tokyo/Heart Of Darkness
- 1976 : Final Solution/Cloud 149
- 1976 : Street Waves/My Dark Ages (I Don't Get Around)
- 1977 : The Modern Dance/Heaven
- 1985 : Terminal Tower (compilation)
- 1996 :  Datapanik in Year Zero (coffret)